# Classe Ob
 (décembre 2018).
Si vous disposez d'ouvrages ou d'articles de référence ou si vous connaissez des sites web de qualité traitant du thème abordé ici, merci de compléter l'article en donnant les références utiles à sa vérifiabilité et en les liant à la section « Notes et références ».
La Classe Ob est une classe de navire-hôpital de la marine russe.

## Navires
Cette classe compte trois navires :
- Ob ;
- Irtysh ;
- Yenisey.

## Description
Chacun dispose de 7 salles d'opération, de 100 lits d'hôpitaux et d'un héliport. Opéré par des équipages civils mais avec le personnel médical de la marine. Le navire tête de classe Ob, construit en 1980, a été vendu à la Chine en 2007.